# Beckford
Beckford – wieś w Anglii, w hrabstwie Worcestershire, w dystrykcie Wychavon. Leży 24 km na południowy wschód od miasta Worcester i 143 km na północny zachód od Londynu. Miejscowość liczy 602 mieszkańców.